# Joaquín Alonso de Oviedo
Joaquín Alonso de Oviedo (España, 1748 – Tupiza, Bolivia, 1828) fue un comerciante, minero y oficial español que emigró al Perú hacia 1775. Pertenecía a una familia noble asturiana, pero con pocas expectativas en su tierra natal. All llegar al Perú se establece primero en Moquegua, donde alista en un cuerpo de dragones, y desde 1781 en el Virreinato de Río de La Plata tras haberse adjudicado en remate el recaudo de alcabalas en la provincia de Chichas, Potosí, aprovechando los intentos españoles de restablecer el orden después de las revueltas indígenas de Túpac Katari. Tal oficio era muy lucrativo en épocas de bonanza minera y el recaudador tenía amplios derechos justicieros a su disposición. Joaquín Alonso de Oviedo fija su residencia en Tupiza y hacia 1800 figura como uno de los principales azogueros (dueño de minas) de la provincia, con minas de plata en el asiento de Portugalete, Nor-Chichas.

## Guerra de independencia
En la guerra de independencia apoya a las fuerzas realistas con fondos y logística; su casona en la plaza mayor, que también fungía como correos, hospedó al comandante realista José de Córdoba y Rojas, mientras éste se preparaba para el Combate de Cotagaita.

## Familia
En 1817, en plena guerra civil, Joaquín Alonso de Oviedo se casa en la avanzada edad de sesenta y nueve años con la joven aristócrata jujueña Melchora Juárez y Orgas Goyechea, quien no obstante muere un año antes que su esposo, dejando huérfano al hijo Froilán. Este se casa en 1851 con una hija natural del coronel Mariano Córdova y Vilches y la joven viuda Carmen Yáñez de Montenegro y Vaca, de la casa de los condes de Valle de Oploca. Los descendientes de Joaquín Alonso de Oviedo dejaron el apellido "Alonso" en la época republicana, optando por Oviedo. Su amplia descendencia se dedicaba desde el siglo XIX a la minería y el comercio, con casas comerciales en Tupiza y Oruro, hasta la revolución del 1952.Una de sus bisnietas fue la compositora y poetisa Remedios Oviedo de Daza (n. Tupiza, 1888).